# Neufmanil
Neufmanil is een gemeente in het Franse departement Ardennes (regio Grand Est). De plaats maakt deel uit van het arrondissement Charleville-Mézières. Neufmanil telde op 1 januari 2022 988 inwoners.
Nadat begin 2015 het kanton Nouzonville werd opgeheven werd Neufmanil bij het kanton Villers-Semeuse gevoegd.

## Geografie
De oppervlakte van Neufmanil bedroeg op 1 januari 2022 10,12 vierkante kilometer; de bevolkingsdichtheid was toen 97,6 inwoners per km².
De onderstaande kaart toont de ligging van Neufmanil met de belangrijkste infrastructuur en aangrenzende gemeenten.

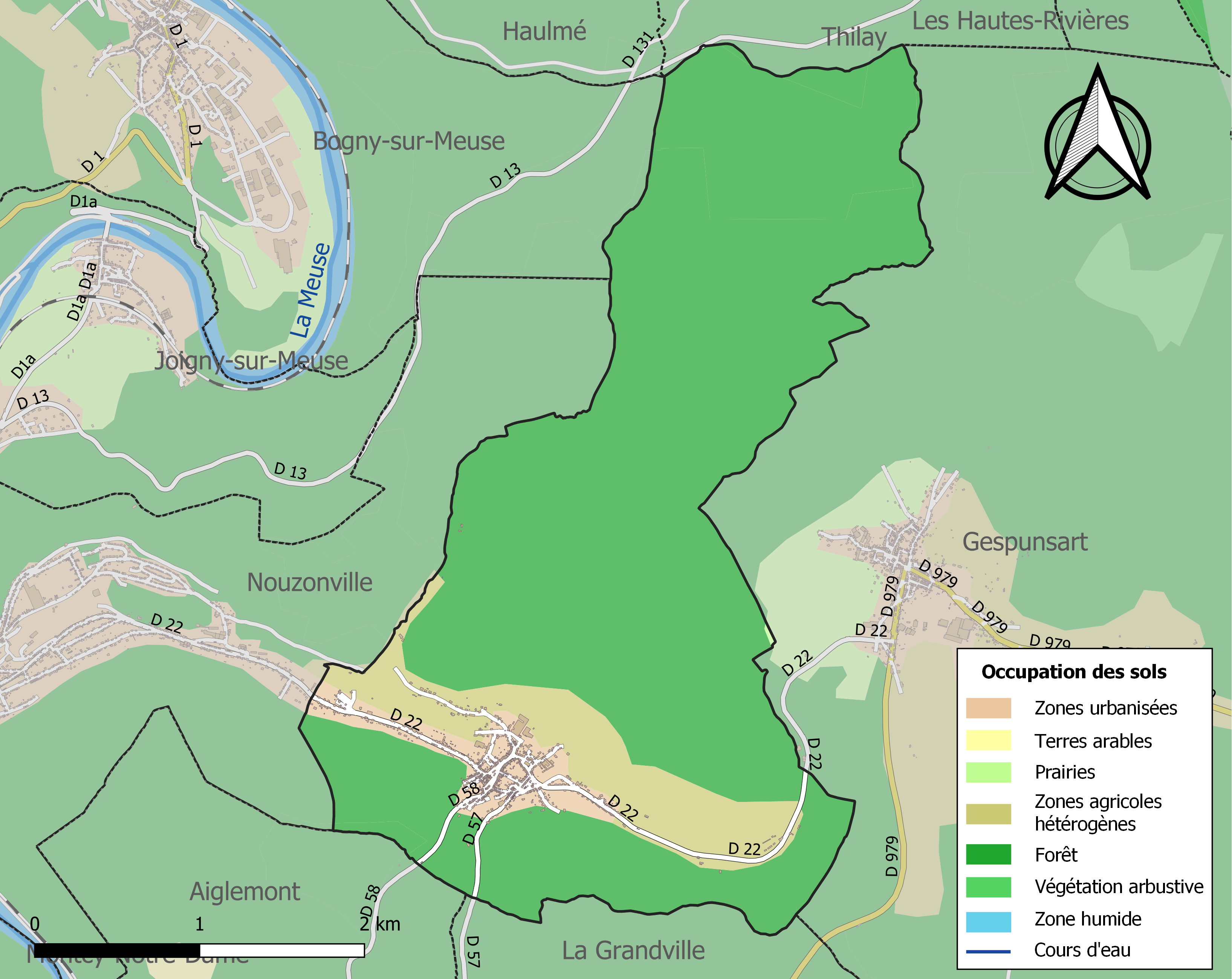

## Demografie
Onderstaande figuur toont het verloop van het inwonertal (bron: INSEE-tellingen).

Vanwege een beveiligingsprobleem met de MediaWiki Graph-software is het momenteel niet mogelijk deze grafiek weer te geven. Zodra de software is bijgewerkt zal de grafiek vanzelf weer zichtbaar worden.